# Kinds pastorat
Kinds pastorat är ett pastorat i Marks och Kinds kontrakt i Göteborgs stift i Svenljunga  och Tranemo kommuner (samt till 2022 även Borås kommun) i Västra Götalands län. 
Pastoratet bildades 2014 genom sammanläggning av pastoraten:
- Dalstorps pastorat
- Sexdrega pastorat
- Svenljungabygdens pastorat
- Mjöbäcks pastorat
- Länghems pastorat
- Tranemo pastorat
- Kindaholms pastorat

Pastoratet består av följande församlingar:
- Mjöbäck-Holsljunga församling
- Svenljungabygdens församling
- Sexdrega församling varur delen Ljushults församling 1 januari 2022 överfördes till Toarps församling och Skara stift.[2]
- Länghems församling varur delen Dannike församling 1 januari 2022 överfördes till Toarps församling och Skara stift.[2]
- Dalstorps församling
- Tranemo församling
- Kindaholms församling

Pastoratskod är 081206.